# ケン・マッティングリー
ケン・マッティングリー(Ken Mattingly)ことトーマス・ケネス・マッティングリー2世（Thomas Kenneth Mattingly II、1936年3月17日 - 2023年10月31日）は、アメリカ合衆国の宇宙飛行士、海軍航空士、航空技師、テストパイロットである。アポロ16号、STS-4、STS-51-Cミッションに搭乗した。
アポロ13号に搭乗する予定だったが、打ち上げの3日前に、予備搭乗員の一人が風疹に感染していることが判明し、風疹の免疫のないマッティングリーに感染していた場合にミッション中に発症する恐れがあったため、予備搭乗員のジャック・スワイガートと交代された。マッティングリーはその後、アポロ16号の司令船操縦士として64回の月周回を果たし、月飛行を経験した24人のうちの1人となった。
月飛行とスペースシャトルの軌道飛行の両方を経験したのは、マッティングリーとアポロ16号船長のジョン・ヤングのみである。
アポロ16号が地球に帰還する際、マッティングリーは船外活動(EVA)を行い、宇宙船の司令・機械船の外側からフィルムカセットを回収した。これは、惑星から遠く離れた場所で行われた史上2番目の「深宇宙」での船外活動だった。2021年現在、この船外活動は、アポロ計画のJミッションで行われた3つの船外活動のうちの1つである。

## 若年期と教育
マッティングリーは、1936年3月17日、シカゴでトーマス・ケネス・マッティングリー(Thomas Kenneth Mattingly)とコンスタンス・メイソン・マッティングリー(Constance Mason Mattingly)（旧姓 クラーク(Clarke)）の間に生まれた。父はマッティングリーの誕生後すぐにイースタン航空に就職し、一家はフロリダ州ハイアリアに引っ越した。マッティングリーは幼い頃から航空が生活の一部となっており、後に「一番古い記憶は...全て飛行機に関するものだった」と語っている。
マッティングリーはボーイスカウトに積極的に参加し、ボーイスカウトで2番目に高いランクであるライフスカウトを達成した。1954年にマイアミ・エジソン高校を卒業し、1958年にオーバーン大学で航空工学の学士号を取得した。

## 海軍でのキャリア
1958年に少尉としてアメリカ海軍に入隊し、1960年に海軍航空士の資格を取得した。その後、バージニア州のオシアナ海軍航空基地の第35攻撃飛行隊(VA-35)に配属され、1960年から1963年まで空母「サラトガ」に搭載されていたA-1Hスカイレイダーを操縦した。1963年7月、フロリダ州サンフォード海軍航空基地の第11重攻撃飛行隊(VAH-11)に配属され、空母「フランクリン・D・ルーズベルト」に乗艦し、A-3Bスカイウォーリアを操縦した。
サンフォード基地にいたとき、マッティングリーの同僚将校がケープ・カナベラルからの打ち上げの空中写真偵察を請け負うことになり、マッティングリーもこの任務に同行し、ジェミニ3号の打ち上げを上空から観測した。マッティングリーは、2回目の巡航後にパタクセント・リバー海軍航空基地の海軍テストパイロット学校に参加しようとしたが、巡航の終了がクラスの開始の後であったため諦めた。しかし、カリフォルニア州のエドワーズ空軍基地にある空軍テストパイロット学校に入学することができた。
ここでは、後に宇宙飛行士となるエドガー・ミッチェルやカロル・J・ボブコがクラスメートとなり、後にアポロ16号の搭乗員となるチャールズ・デュークや、STS-4でマッティングリーが指揮を執ることになるヘンリー・ハーツフィールドなどが教官となった。
マッティングリーの飛行時間は7,200時間で、そのうち5,000時間はジェット機によるものである。

## NASAでのキャリア

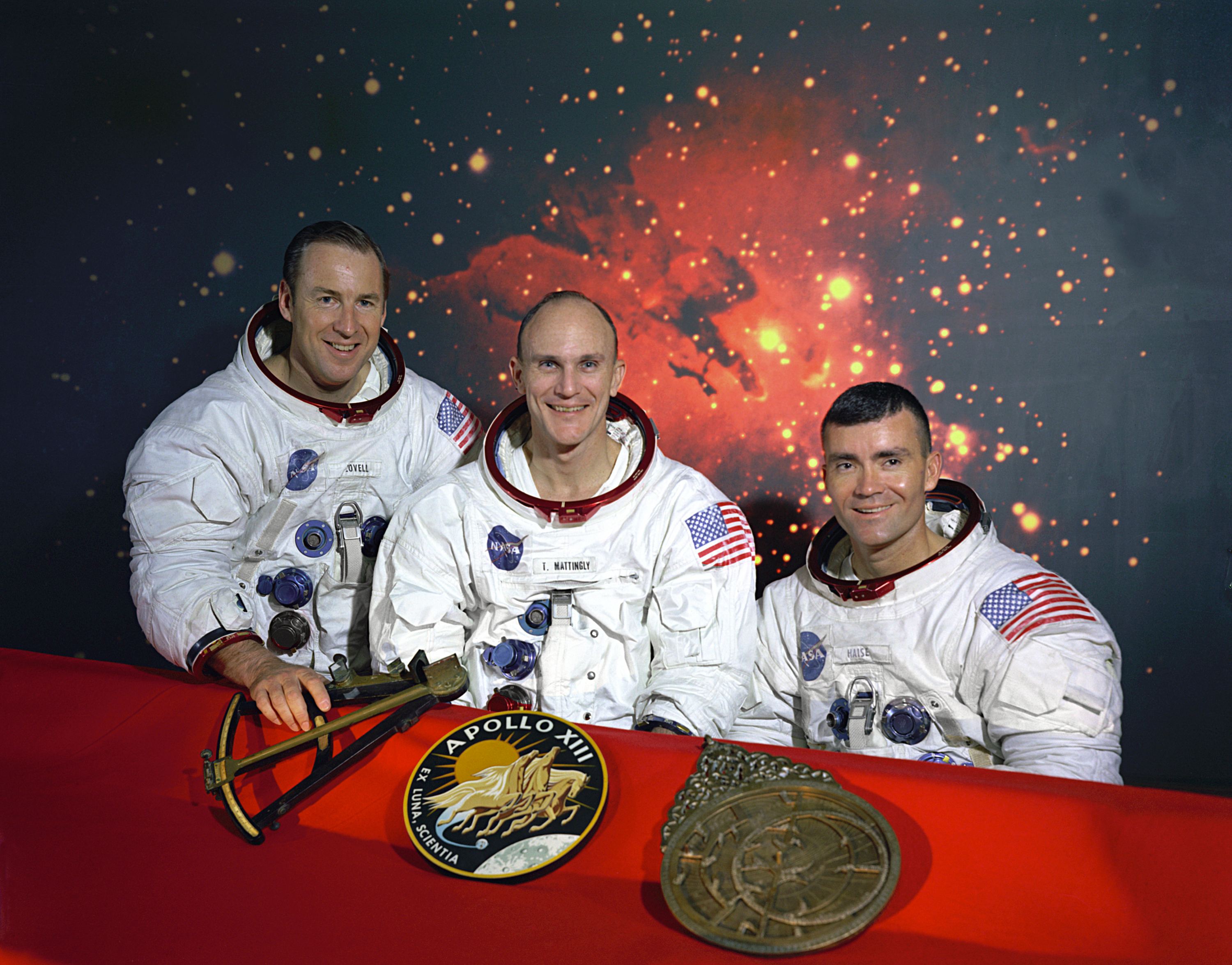
アポロ13号の当初の正搭乗員。中央がマッティングリー。

### 選抜と訓練
1965年9月10日、NASAは第5次宇宙飛行士グループの選考を開始した。351名の応募者の中から、1929年12月1日以降に生まれたアメリカ合衆国市民であること、身長が6フィート（約183センチメートル）以下であること、ジェット機で1,000時間以上の飛行経験があることなどの基本的な資格を満たした159名の候補者を選出した。
マッティングリーはそれまで、宇宙飛行士プログラムに応募することにほとんど興味や関心を示さなかった。しかし、空軍テストパイロット学校のクラスの受講者に対し、NASAかアメリカ空軍の有人軌道実験室プログラムのどちらかに応募するチャンスが与えられたとき、マッティングリーの考えは変わった。マッティングリーとミッチェルは後者を選び、不合格となった。そのとき、NASAへの応募は締切を過ぎていたが、教官の一人がNASAに申請を受理してもらうことができた。宇宙飛行士室の代表として、当時ジェミニ10号の正搭乗員として訓練中だったジョン・ヤングとマイケル・コリンズが面接を担当した。マッティングリーは後に、ヤングが出て来たことに「戸惑った」と述懐している。コリンズがマッティングリーにF-104をどう思うか尋ねたところ、マッティングリーは「楽しい機体だが、戦闘には役立たないと思う」と答えた。コリンズはこの答えを嫌ったようで、マッティングリーは「チャンスを逃した」と思ったという。しかし、選考終了後、マッティングリーはディーク・スレイトンから宇宙飛行士にならないかとの誘いを受けた。選考時、マッティングリーは2,582時間の飛行経験を持ち、そのうち1,036時間はジェット機での飛行経験であった。また、初期資格で要求されていた工学または物理・生物科学の学士号も取得していた。
1966年4月、100人の軍人と59人の民間人の候補者から、NASAは19人の宇宙飛行士を選抜した。

### アポロ8号、アポロ11号

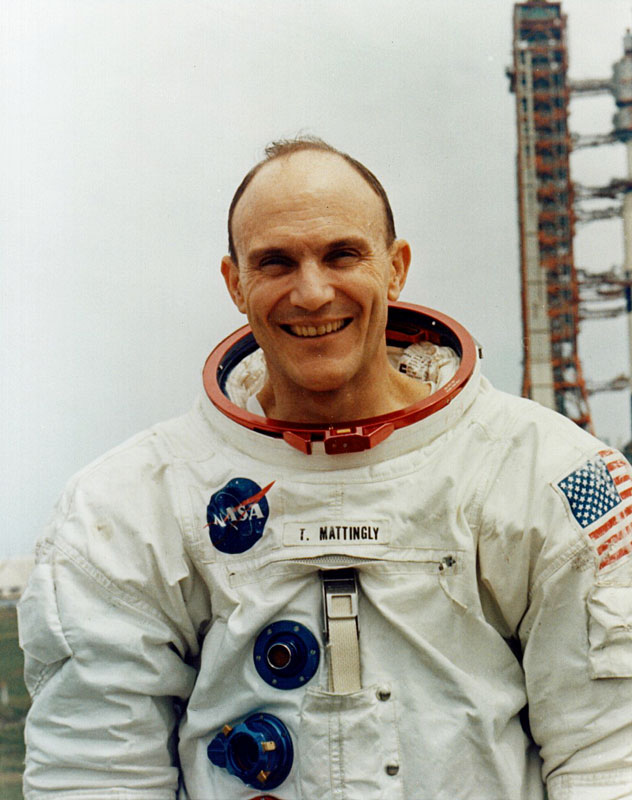
発射台の前でポーズを取るマッティングリー

マッティングリーはアポロ8号の支援飛行士の一員だった。アポロ8号の2回目のテレビ伝送時に宇宙船通信担当官(CAPCOM)を務め、その後、地球帰還軌道投入の準備を行った。
その後、アポロ11号の予備搭乗員の司令船操縦士としての訓練をウィリアム・アンダースと並行して行った。これはアンダーズが1969年8月にNASAを退職することになっており、ミッションが遅延した場合にはアンダーズが任用できなくなるためである。

### アポロ13号
アポロ11号の予備搭乗員の3名（ジム・ラヴェル、フレッド・ヘイズ、マッティングリー）は、アポロ13号の正搭乗員に任命された。マッティングリーは司令船操縦士だった。しかし、打ち上げの3日前に、予備搭乗員のチャールズ・デュークが風疹に感染していることが判明した。正搭乗員のうちマッティングリーのみ風疹の免疫を持っておらず、感染していた場合にミッション中に発症する恐れがあったため、予備搭乗員のジャック・スワイガートと交代された。その結果として、燃料タンクの爆発につながる故障が見逃されることとなったが、マッティングリーは、再突入時の省電力化という問題を解決するために大きな役割を果たした。

### アポロ16号

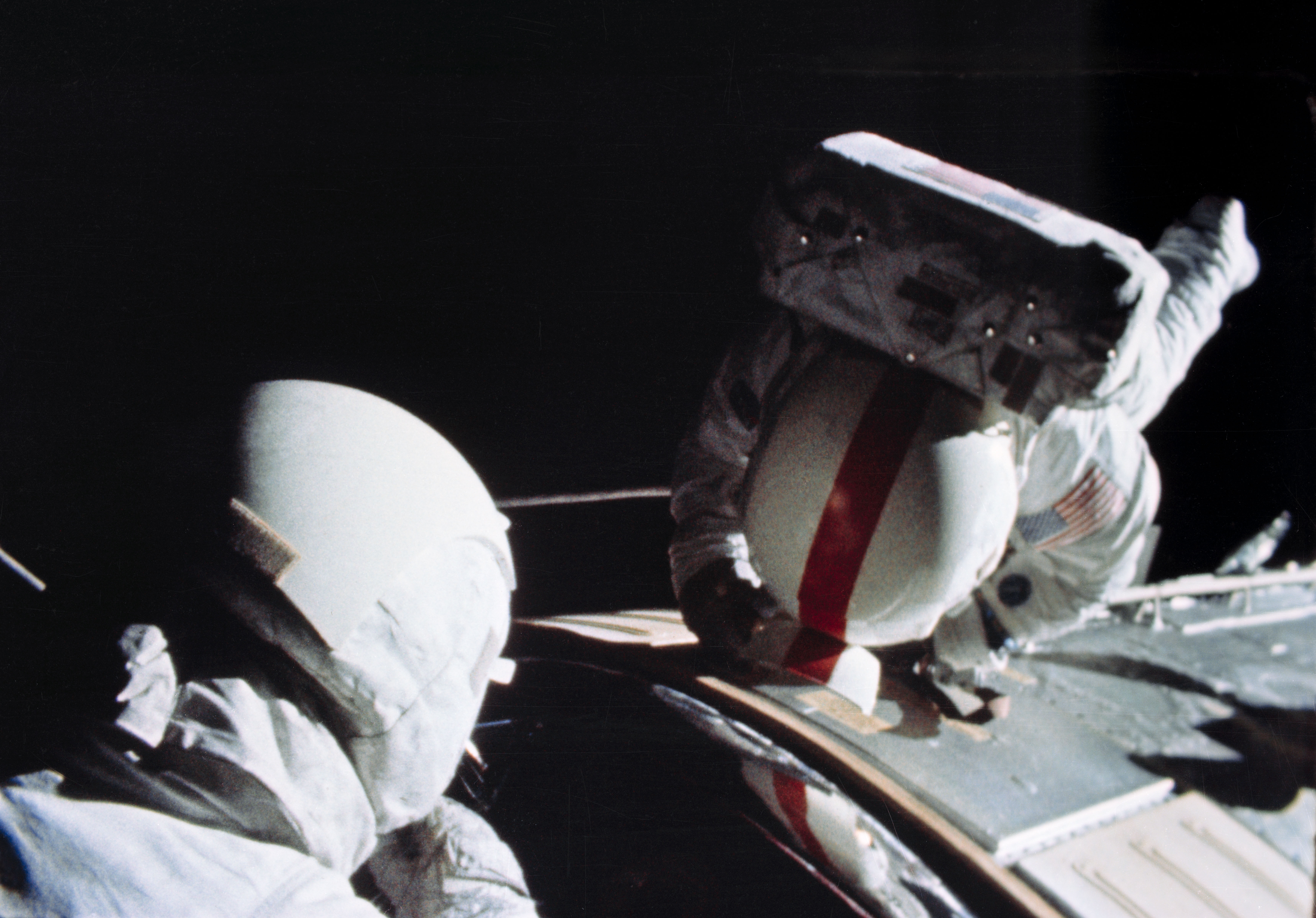
アポロ16号で船外活動を行うマッティングリー

アポロ13号の予備搭乗員の3名（ジョン・ヤング、チャールズ・デューク、マッティングリー）は、5回目の有人月面着陸ミッションであるアポロ16号（1972年4月16日 - 27日）の正搭乗員に任命された。ヤングが船長、デュークが月着陸船操縦士、マッティングリーが司令船操縦士だった。アポロ16号に課せられたミッションは、クレーター「デカルト」付近の高地からサンプルを採取することだった。
月周回軌道上では、司令/サービスモジュール「キャスパー」に搭載された科学機器によって、月の赤道付近の写真撮影と地球化学的なマッピングを展開した。また、往路・復路と月周回軌道上で26の科学実験が行われた。
復路では、マッティングリーが船外活動(EVA)を行い、司令・機械船の側面にある科学ベイからフィルムやデータパッケージを回収した。アポロ16号のミッションは、いくつかの宇宙船の不具合が懸念されたため、1日早く終了したが、主要な目的は全て達成された。

### スペースシャトル

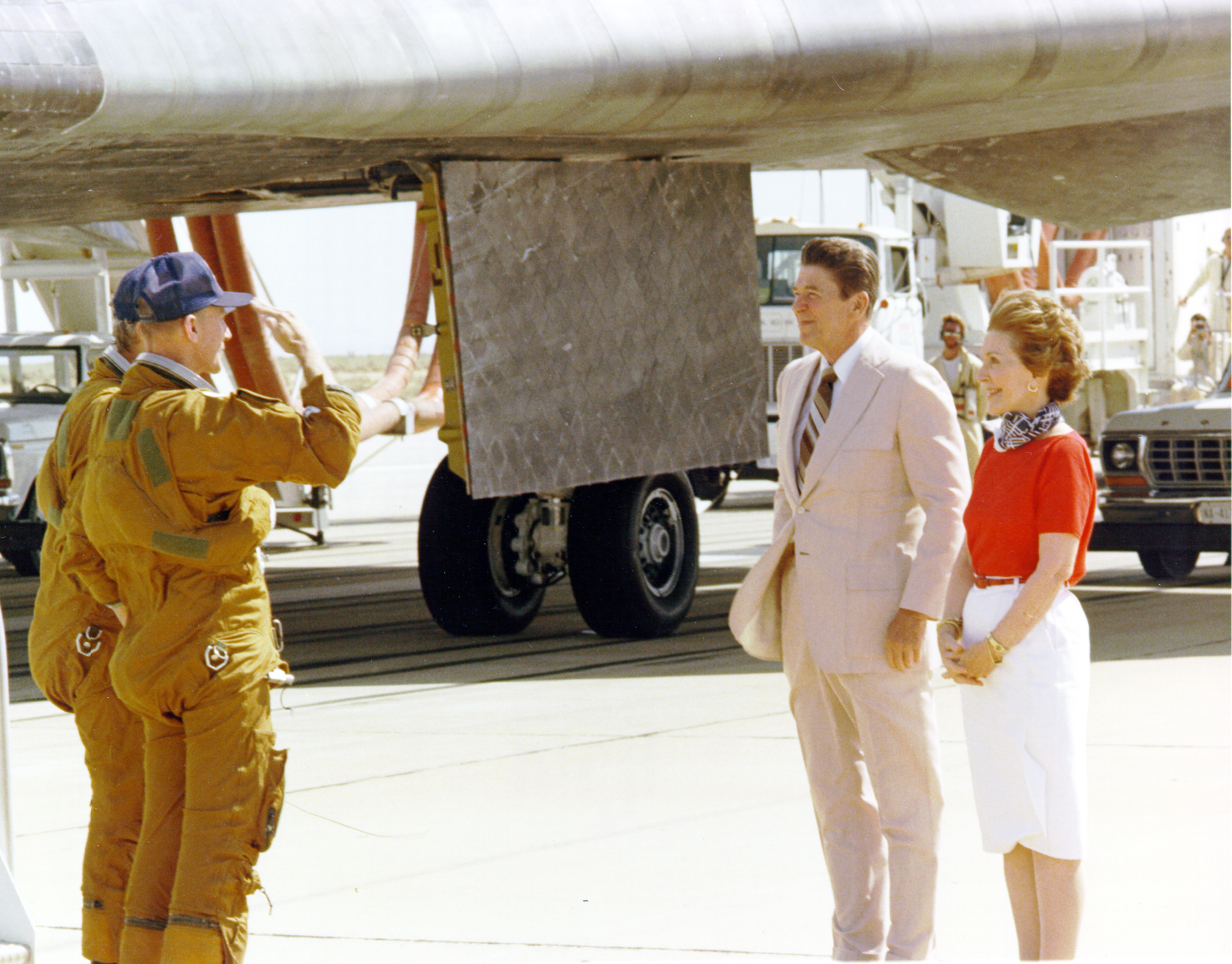
1982年7月4日、STS-4着陸後、ロナルド・レーガン大統領とファーストレディのナンシー・レーガンに敬礼するマッティングリー（左手前）とヘンリー・ハーツフィールド（1982年7月4日）

地球帰還後、マッティングリーはスペースシャトルの開発プログラムで宇宙飛行士の管理職を務めた。
マッティングリーは、1982年6月27日にフロリダ州ケネディ宇宙センターから打ち上げられる「スペースシャトル・コロンビア」の4回目かつ最後の軌道試験飛行であるSTS-4の船長に指名され、ヘンリー・ハーツフィールドが操縦士を務めた。7日間のミッションで、シャトルミッションの上昇・突入段階をさらに検証すること、長期にわたる極端な熱環境がオービターのサブシステムに与える影響を継続的に調査すること、オービターのペイロードベイに付着した汚染の調査を行うことを目的としていた。さらに搭乗員は、表面の電荷に応じて流体中の生物学的物質を分離することを目的とした連続フロー電気泳動システムの実験などの科学実験を行った。この実験は、宇宙特有の特性を利用した初の商業的ベンチャーの先駆けとなった。このミッションでは、初の運用となる「ゲット・アウェイ・スペシャル」（宇宙での藻類やカモガヤの成長、ミバエやブラインシュリンプの遺伝子研究など、9つの実験で構成される）を起動させた。STS-4は112回の地球周回を終え、1982年7月4日にカリフォルニア州エドワーズ空軍基地に着陸した。着陸後、マッティングリーとハーツフィールドはロナルド・レーガン大統領に迎えられた。レーガンは歓迎のスピーチの中で、オーバーン大学の卒業生である2人を「オーバーンの2人の息子」と称えた。
1985年1月24日、フロリダ州ケネディ宇宙センターから、国防総省(DOD)初のスペースシャトル・ミッションであるSTS-51-Cが打ち上げられた。搭乗員は、マッティングリー（船長）、ローレン・シュライバー（操縦士）、ジェームズ・ブッフリ、エリソン・オニヅカ（ミッションスペシャリスト）、ゲイリー・ペイトン（DODペイロードスペシャリスト）だった。STS-51-Cは、スペースシャトル・ディスカバリーから、改良型慣性上段ロケットによるペイロードの展開というDODミッションを遂行した。着陸は1985年1月27日に行われた。

## 退役後
マッティングリーは1985年にNASAを、1986年に海軍を退役した。海軍の最終階級は少将(Rear admiral)だった。
退役後、グラマン社の宇宙ステーション支援部門で管理者を務めた。その後、カリフォルニア州サンディエゴにあるジェネラル・ダイナミクス社でアトラスブースタープログラムの責任者を務めた。ロッキード・マーティン社では、X-33の開発プログラム担当ヴァイスプレジデントを務めた。
マッティングリーは多くの団体の会員である。アメリカ航空宇宙学会(AIAA)の準フェロー、米国宇宙航行学会のフェロー、実験テストパイロット協会の会員、海軍研究所会員である。
2023年10月31日、死去。87歳。

## 賞と栄誉
マッティングリーは数々の賞を受賞している。
- NASA殊勲賞（英語版）[19]（2回）
- ジョンソン宇宙センター表彰状（1970年）
- 海軍殊勲賞（英語版）
- 実験テストパイロット協会  アイバン・C・キンチェロー賞（英語版）（1972年）
- 米国宇宙航行学会 Flight Achievement賞（1972年）
- アメリカ航空宇宙学会 Haley Astronautics賞（1973年）
- 国際航空連盟 ウラジーミル・コマロフ賞（1973年）
- ディフェンス・ディスティングシュドサービスメダル（1982年）

1983年、他のアポロ計画の宇宙飛行士たちとともに国際宇宙の殿堂に殿堂入りした。また、1997年に他のアポロ計画の宇宙飛行士たちとともに米国宇宙飛行士の殿堂に殿堂入りした。

## 私生活
1970年にエリザベス・ダイリー(Elizabeth Dailey)と結婚した。2人の間には1人の子供がいる。

## 大衆文化において
1995年の映画『アポロ13』では、ゲイリー・シニーズがマッティングリーの役を演じている。1998年のテレビドラマ『フロム・ジ・アース/人類、月に立つ』では、ジェリコ・イヴァネクがマッティングリーの役を演じている。